# ГЕС Афобака (Бкоропондо)
ГЕС Афобака (Бкоропондо) — гідроелектростанція у Суринамі, за 180 км на південь від столиці країни Парамарибо. Використовує ресурс із річки Суринам, яка має північний напрямок течії та впадає у Атлантичний океан в районі розташування столиці. Станом на другу половину 2010-х єдина ГЕС країни.

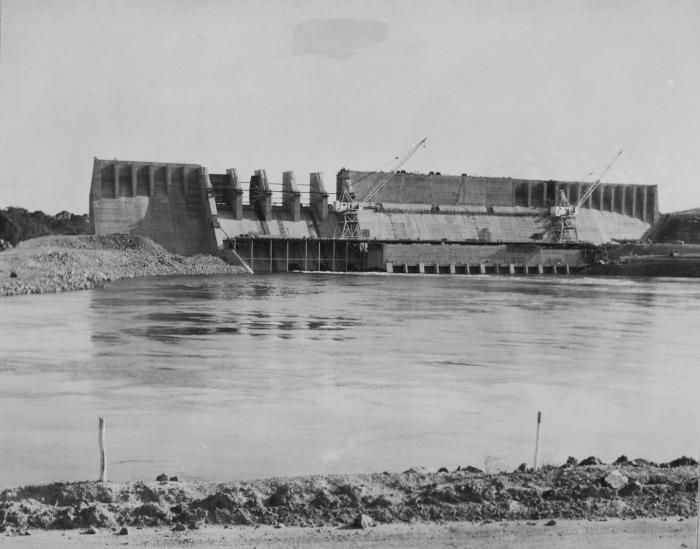
Бетонна частина греблі під час будівництва

У межах проекту річку перекрили греблею висотою 66 метрів, товщиною по основі 400 метрів та довжиною 1950 метрів, яка складається з кам'яно-накидної/земляної (1665 метрів) та бетонної (285 метрів) секцій. Крім того, зведені допоміжні дамби загальною довжиною майже 6,5 км та висотою до 28 метрів. Основна гребля потребувала 477 тис. м3 бетону та 11 млн м3 породи, а в дамби уклали ще 1,4 млн м3 породи.
Зазначені споруди утримують велике водосховище з довжиною 56 км та шириною до 32 км. Воно має площу поверхні 1560 км2 та об'єм 22,7 млрд м3. Корисний об'єм, який може використовувати гідроелектростанція, забезпечується коливанням рівня поверхні в діапазоні сім метрів. Заповнення сховища почалось у 1965-му, проте, враховуючи розміри, воно вперше досягло максимального рівня у 1971-му.

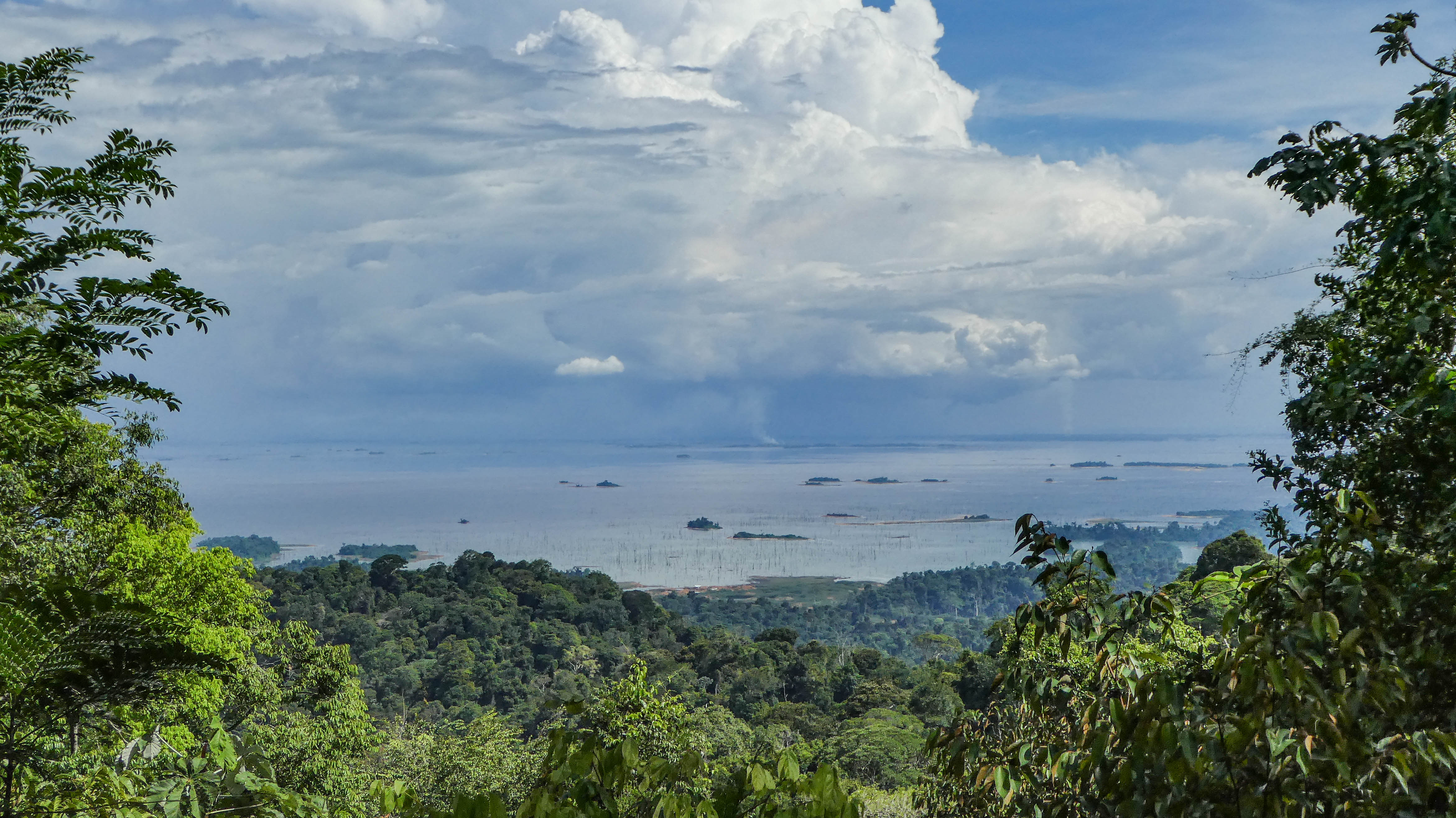
Водосховище Бкоропондо

Пригреблевий машинний зал обладнаний шістьма турбінами типу Каплан номінальною потужністю по 30 МВт. Втім, в залежності від рівня води у сховищі загальна потужність станції може коливатись від 155 до 200 МВт. ГЕС Афобака повинна виробляти приблизно 1 млрд кВт-год електроенергії на рік.
Видача продукції відбувається по ЛЕП, розрахованій на роботу під напругою 161 кВ.
Спорудження гідроелектростанції відбувалось в межах більшого проекту компанії Alcoa зі створення алюмінієвого комбінату.
Хоча станція має офіційну назву Афобака, проте вона швидко отримала серед місцевого населення, котре розмовляє голландською, назву Бкоропондо.